# 松村長為
松村 長為（まつむら ながため、生没年未詳）は江戸時代末期の旗本。仮名は忠四郎。

## 経歴
弘化年間（1846年ごろ）に支配勘定から勘定に昇進。居所は神田明神下（現・千代田区外神田3丁目6）にあった。安政2年2月8日（1855年3月25日）に下田奉行支配組頭に昇進して、永々御目見以上の家格を与えられる。安政6年6月8日（1859年7月7日）に神奈川奉行支配組頭に転じる。文久2年に賄頭次席、文久3年7月21日（1863年9月3日）に馬喰町御用屋敷詰代官三席となり、元治元年7月19日（1864年8月20日）に江戸廻代官へ進む。慶應2年から4年ごろにかけて橘樹・久良岐郡一帯を支配した。同2年5月、生糸加工改めについて江川代官らと勘定奉行に上申した。慶應3年12月24日（1868年1月18日）に布衣を許された。
慶應4年6月20日（1868年8月8日）、新政府によって武蔵知県事に任ぜられ武蔵のうち10万石余を支配するが、8月8日（9月23日）に病気を理由に依願免官となる。後任は古賀一平。